# Fox Broadcasting Company
Fox Broadcasting Company (tạm dịch: Công ty Truyền thông Fox), thường được gọi là Fox (từ việc công ty này hay tự gọi mình là FOX), là hệ thống truyền hình tại Mỹ được sở hữu bởi Tập đoàn Giải trí Fox, với Rupert Murdoch trong nhóm Quản trị Tin tức. Kể từ khi được phát sóng ngày 9 tháng 10 năm 1986, FOX đã trở thành một trong những hệ thống truyền hình cao nhất thế giới. Năm 2007-2008, Fox trở thành kênh truyền hình gia đình có số lượng người cao nhất nước Mỹ, chiếm ngôi của CBS.
FOX đã phát triển thành nhiều kênh truyền hình giải trí tại nhiều quốc gia, kể cả Úc (FOX8), Bulgaria, Đức, Nhật Bản, Ý, Serbia, Hàn Quốc, Tây Ban Nha, Bồ Đào Nha (FOX, Fox Crime, Fox Life, FOX Next), khu vực Nam Mỹ, Thổ Nhĩ Kỳ mỗi giờ chiếu, phát sóng đều khác nhau. Hầu hết người xem ở Canada đều cài thêm một nhánh kênh khác ở Mỹ.
Hệ thống truyền hình được đặt tên từ công ty chị em 20th Century Fox, và tên người sản xuất William Fox, một trong những người sáng lập công ty.

## Lịch sử
Năm 1981, News Corporation mua lại một nửa xưởng phim 20th Century Fox và mua tiếp nửa còn lại vào năm 1984. Năm 1985, News Corporation thông báo rằng nó đã mua lại Metromedia, một công ty chuyên về các trạm thu phát sóng truyền thanh và truyền hình, để chuẩn bị cho giai đoạn khai trương mạng lưới truyền hình thương mại Hoa Kỳ thứ tư. Ngày 4 tháng 9 năm 1985, Rupert Murdoch nhập quốc tịch Mỹ để đáp ứng yêu cầu hợp pháp rằng chỉ có những công dân Mỹ mới có thể sở hữu các trạm thu phát sóng truyền hình tại Mỹ. Năm 1986, Metromedia bị đóng cửa và nó được thành lập. Mạng lưới này, được biết đến với cái tên "Fox", hiện nay đã xuất hiện trong khoảng 96% các hộ gia đình ở Mỹ.

## Chủ tịch
| Executive     | Term         | Position |
| ------------- | ------------ | --- |
| Garth Ancier  | 1986–1989    | Vào năm 1986, Barry Diller, Jamie Kellner và Rupert Murdoch đã đề nghị Ancier, lúc đó mới 28 tuổi, làm chủ tịch phụ trách giải trí đầu tiên cho Fox Broadcasting Company, và ông đã cho lên sóng 21 Jump Street, Married... with Children, The Simpsons và In Living Color. Ancier cuối cùng đã chuyển từ Fox (từ chức ngày 1 tháng 3 năm 1989) sang Disney với tư cách là chủ tịch truyền hình mạng của Walt Disney Studios vào ngày 18 tháng 4 năm 1989. |
| Peter Chernin | 1989-1992    | Trong nhiệm kỳ của Chernin với tư cách là chủ tịch phụ trách giải trí của Fox Broadcasting Company, chương trình đã tăng từ hai lên bảy đêm một tuần. |
| Sandy Grushow | 1992-1994    | Trong vai trò này, Grushow đã giám sát sự phát triển và ra mắt của The X-Files, Melrose Place, Party of Five, Living Single và MADtv đồng thời mở rộng từ bốn đến bảy đêm chương trình giờ vàng. |
| John Matoian  | 1994-1996    | Ông chính thức trở thành chủ tịch phụ trách giải trí tại Fox Broadcasting vào tháng 9 năm 1995. vào năm 1996, Matoian rời Fox và ông sau đó trở thành chủ tịch của HBO. |
| Peter Roth    | 1996-1998    | Ông xuất hiện trong vai diễn viên khách mời trong Ally McBeal trong tập "Silver Bells", được phát sóng ngày 15 tháng 12 năm 1997. Các chương trình được phát dưới thời Roth nắm quyền bao gồm Ally McBeal, Buffy the Vampire Slayer, Millennium, That '70s Show và King of the Hill. |
| Doug Herzog   | 1998-2000    | The PJs, Futurama, Malcolm in the Middle và các chương trình thực tế When Animals Attack! và World's Wildest Police Videos được ra mắt dưới thời Herzog nắm quyền. |
| Gail Berman   | 2000-2005    | Các chương trình được phát trong khi Berman nắm quyền bao gồm American Idol, The Simple Life, Hell's Kitchen, Nanny 911, Arrested Development, The Bernie Mac Show, The War at Home, 24, House, Bones, Prison Break, The O.C., American Dad! và Family Guy (mặc dù ra mắt khi Herzog nắm quyền, nó vẫn trở thành một thành công chỉ sau một đêm trong khi Berman nắm quyền).                                                                               |
| Peter Liguori | 2005-2007    | Liguroi đã được ghi nhận là người giúp kênh FX phát triển nổi bật. Trước khi đảm nhận vị trí chủ tịch phụ trách giải trí vào năm 2005, Liguori là chủ tịch và giám đốc điều hành của FX Networks. Từ năm 1998, ông giám sát các hoạt động kinh doanh và lập trình cho FX và Fox Movie Channel. 'Til Death và Talkshow with Spike Feresten là những chương trình được ra mắt dưới sự theo dõi của Liguori.                                                  |
| Kevin Reilly  | 2007-2014    | Reilly đã cho ra mắt Sleepy Hollow và Brooklyn Nine-Nine, cũng như The Following, The Mindy Project, New Girl, The Cleveland Show, Glee, và Fringe. Reilly có chiến lược "không mùa thí điểm" (được thiết kế để tạo ra ít chương trình FOX mới hơn với tiền đầu tư nhiều hơn), trong đó ông chịu trách nhiệm bật đèn xanh cho các chương trình ăn khách như Gotham, The Last Man on Earth, và Empire. Ông rời Fox vào tháng 5 năm 2014.                    |
| David Madden  | 2014–2017    | Trong thời Madden chủ nhiệm, The X-Files và 24 trở lại kênh với xếp hạng lớn. Lượng xem Super Bowl LI của NFL là lượng xem Super Bowl cao thứ hai trong thời gian này. |
| Michael Thorn | 2017–present | The Orville, The Gifted, 9-1-1, The Resident, Fantasy Island, The Great North, Duncanville, Bless the Harts, Housebroken, The Masked Singer, Beat Shazam, Mental Samurai và Spin the Wheel là những chương trình ra mắt dưới thời Thorn. |

## Logos

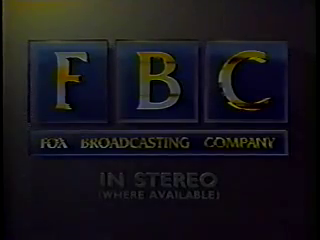
1986-1987
1987-1993
1993-nay